# Strife (gruppo musicale)
Gli Strife sono un gruppo musicale hardcore punk statunitense formatosi nel 1991.

## Storia del gruppo
Il loro primo LP, One Truth, è stato pubblicato nel 1994 dalla Victory Records. Gli Strife erano considerato una delle tre "big band" nella storia di sempre dell'etichetta Victory Records, che include gli Earth Crisis e gli Snapcase.
Gli Strife pubblicarono il loro secondo album, In This Defiance nel 1997. Questo album fu preso di buon occhi dalla comunità straight edge/hardcore. Di spicco erano la presenza di ospiti negli album, quali Chino Moreno dei Deftones, Dino Cazares dei Fear Factory e Igor Cavalera dei Sepultura.
Due anni dopo gli Strife si sciolsero comunicando come motivo le differenze di stile creativo e la mancanza di nuove idee. La Victory Records pubblicò Truth Through Defiance, una compilation di prestazioni live tracks e materiale inedito.
Nel 2000, gli Strife si riunirono per suonare in concerti per beneficenza, e dopo qualche anno pubblicarono Angermeans. Oramai non più straight edge, questo album venne considerato dalla band come più maturo e mirato di In This Defiance. La band ricevette delle critiche dai vecchi fan per il loro allontanamento dallo straight edge.
Fino al 2001 gli Strife rimasero nell'ombra della scena, lasciando dei dubbi su di un'eventuale seconda rottura.
Il 3 febbraio 2008, a chiarire lo status della band, furono annunciati tre concerti in Canada come riapertura all'attività pubblica.

## Formazione

### Formazione attuale
- Rick Rodney - voce
- Andrew Kline - chitarra
- Chad J. Peterson - basso
- Todd Turnham - chitarra
- Sid Niesen - batteria

### Ex componenti
- Mike Hartsfield - chitarra
- Mike Machin - chitarra
- Aaron Rossi - batteria

## Discografia
Album in studio
- 1994 - One Truth
- 1997 - In This Defiance
- 2001 - Angermeans
- 2012 - Witness A Rebirth

Raccolte
- 1999 - Truth Through Defiance

EP
- 1992 - My Fire Burns On....
- 1992 - Strife

Singoli
- 1995 - Grey 7"

Videografia
- 1996 - One Truth live